# Désert du Registan
Pour les articles homonymes, voir Régistan (homonymie).
Le désert du Registan, également connu sous le nom de désert du Rigestan, est une région de plateaux extrêmement aride située entre les provinces de Helmand et de Kandahar dans le Sud-Est de l'Afghanistan. C'est un désert composé de dunes de sable rouge d'environ 15 à 30 mètres de haut et de plaines couvertes de sable, de pierres ou d'argile. La base des dunes est constituée d'anciennes dunes transversales partiellement stabilisées, témoignant d'un vent balayant le désert d'ouest en est, ainsi qu'un apport de sable presque illimité. Le désert est peu peuplé, sinon par quelques communautés nomades baloutches et pachtounes. Le désert empiète progressivement sur les zones agricoles environnantes.
En 1998, une grave sécheresse a provoqué le déplacement d'environ 100 000 nomades de la région désertique du Registan. La plupart d'entre eux vivent aujourd'hui dans des campements temporaires installés entre les rivières Arghandab et Helmand et le Registan. Un grand nombre d'entre-eux sont également pris en charge par l'ONU dans des camps pour déplacés internes à l'intérieur de la province de Kandahar. (L'ONU élabore actuellement diverses stratégies pour permettre aux nomades de retourner à leur mode de vie traditionnel fondé sur l'élevage)[Quand ?]. 
L'enjeu humain et écologique majeur à l'heure actuelle est la migration vers l'ouest du désert du Registan, qui en arrive ainsi à empiéter sur d'anciennes zones agricoles. L'équipe du Programme des Nations unies pour l'environnement (PNUE) rapporte qu'une centaine de villages ont été submergés par la poussière et le sable soufflés par le vent. Dans le Nord-Ouest du pays, les dunes de sable se déplacent vers les terres agricoles, leur chemin étant dégagé par la perte de végétation stabilisatrice due à la collecte de bois de chauffage et au surpâturage. Les conséquences sur l'agriculture sont importantes, avec notamment une diminution de la capacité de rétention de l'eau par les lacs et les réseaux d'irrigation, augmentant la vulnérabilité tant aux sécheresses qu'aux inondation. L'équipe du PNUE a observé des dunes de sable de près de 15 mètres de haut bloquant les routes, contraignant les habitants à créer de nouveaux passages pour contourner ces obstacles. 

## Voir également
- Géographie de l'Afghanistan